# Rajella challengeri
Rajella challengeri es una especie de pez de la familia de los Rajidae en el orden de los Rajiformes.

## Morfología
Los machos pueden llegar a alcanzar los 56,1 cm de longitud total.

## Reproducción
Es ovíparo y las hembras ponen huevos envueltos en una cápsula córnea.

## Hábitat
Es un pez de mar y de Clima tropical que vive entre 942 a 1,370 m de profundidad. 

## Distribución geográfica
Se encuentra en el Océano Índico oriental: Australia. 

## Observaciones
Es inofensivo para los humanos. 